# Parkzicht
Résidence
Le Parkzicht est une ancienne discothèque localisée dans la Villa Parkzicht à Rotterdam. Elle est connue en tant que berceau du gabber, version néerlandaise de la musique électronique hardcore.

## Histoire

Le logo du Parkzicht, dessiné par Kees Linia.

La Villa Parkzicht, également appelée Rotterdamse Maasgebouw, est un bâtiment se trouvant au centre du parc de Rotterdam, au pied de la tour Euromast.
Durant les années 1980, la discothèque devient très populaire sous le nom de Parkzicht durant les vagues musicales de new wave, punk, et de l'electronic body music. À la fin des années 1980, le Parkzicht change de nom et devient "Ibiza" à cause de la nouvelle vague musicale disco, R&B et funk. En 1989, deux nouveaux propriétaires rachètent la discothèque et tentent d'innover dans les styles musicaux. Le célèbre disc-jockey DJ Rob expérimentait de nouveaux sons house, new beat, acid house, et techno tous les vendredis et samedis soir au Parkzicht. À l'époque, il mixait et alliait la boîte à rythmes et les platines grâce aux consoles de mixage. Cela lui permet de créer des kicks[pas clair] et des basses plus hard que jamais jusqu'alors. C'est ce son qui rend le Parkzicht célèbre par la suite et ramène des danseurs venus de tout Rotterdam. Toutes les semaines, le Parkzicht affichait complet. En 1993, la musique gabber devient si populaire que la discothèque ne pouvait plus accueillir les nombreux fans qui venaient danser sur cette musique. Depuis cette année, les raves hardcore et gabber se multiplient à Rotterdam et dans tous les Pays-Bas.
Le logo du club, créé par le dessinateur Kees Linia, représente un Euromast rigolard. Il est présent sur de nombreux flyers et autres supports de communication du club.
Quelques années plus tard, l'ambiance du public change à Parkzicht. La culture gabber devient tellement populaire que le nombre de visiteurs ne cesse d'augmenter, ce qui vient décupler les problèmes. Les habits des danseurs changent (plus communément de marque Lonsdale). Au fur et à mesure, le Parkzicht se forge une mauvaise réputation à cause d'une partie de ses visiteurs, au comportement ouvertement raciste, et des abus de drogue. En 1996, un incident se produit dans lequel des coups de feu auraient été tirés. À la suite de cet incident, Bram Peper, bourgmestre de Rotterdam, ordonne la fermeture du Parkzicht,.

## Après la fermeture
En 2003, la discothèque est rachetée pour organiser le nouvel évènement gabber Earthquake et change de nom pour Afterparty. Cependant, le gouvernement était réticent à la reprise de ce type d'évènement, ce qui oblige le Parkzicht à fermer de nouveau.
Depuis 2010, le site a été racheté et est devenu un restaurant, The Harbour Club. L'ambiance se veut approcher celle de « The Boathouse Café » au cœur de Central Park à New York.
En novembre 2012, b2s rouvre momentanément le site et organise un événement pour fêter l'anniversaire de l'avènement du son gabber au Parkzicht. Intitulée « Parkzicht Reünie - Ghost House », la soirée rassemble les DJ ayant fait l'histoire de la discothèque, dont DJ Rob, The Dark Raver, lequel était connu alors sous le nom de Parkneger, Yves Deruyter de Bonzai Records, Paul Elstak pour Holy Noise, Lars pour Megarave Records, DJ Petrov pour Dance to Eden, DJ Panic pour le festival A Nightmare in Rotterdam et Ruffneck pour 80 AUM. L'organisateur événementiel réédite l'événement en 2013 lors de « Parkzicht Reünie 2013 - Voodoo Rave. »
D'autres soirées, appelées « Parkzicht Outdoor », sont organisées hors site en 2022 et 2023 à Vlaardingen, jouant sur la nostalgie du Parkzicht, berceau du gabber, en présence de « l'autre » Rob, à savoir Rob Fabrie, alias DJ Waxweazle.